# حرکت‌های رقص تکنو

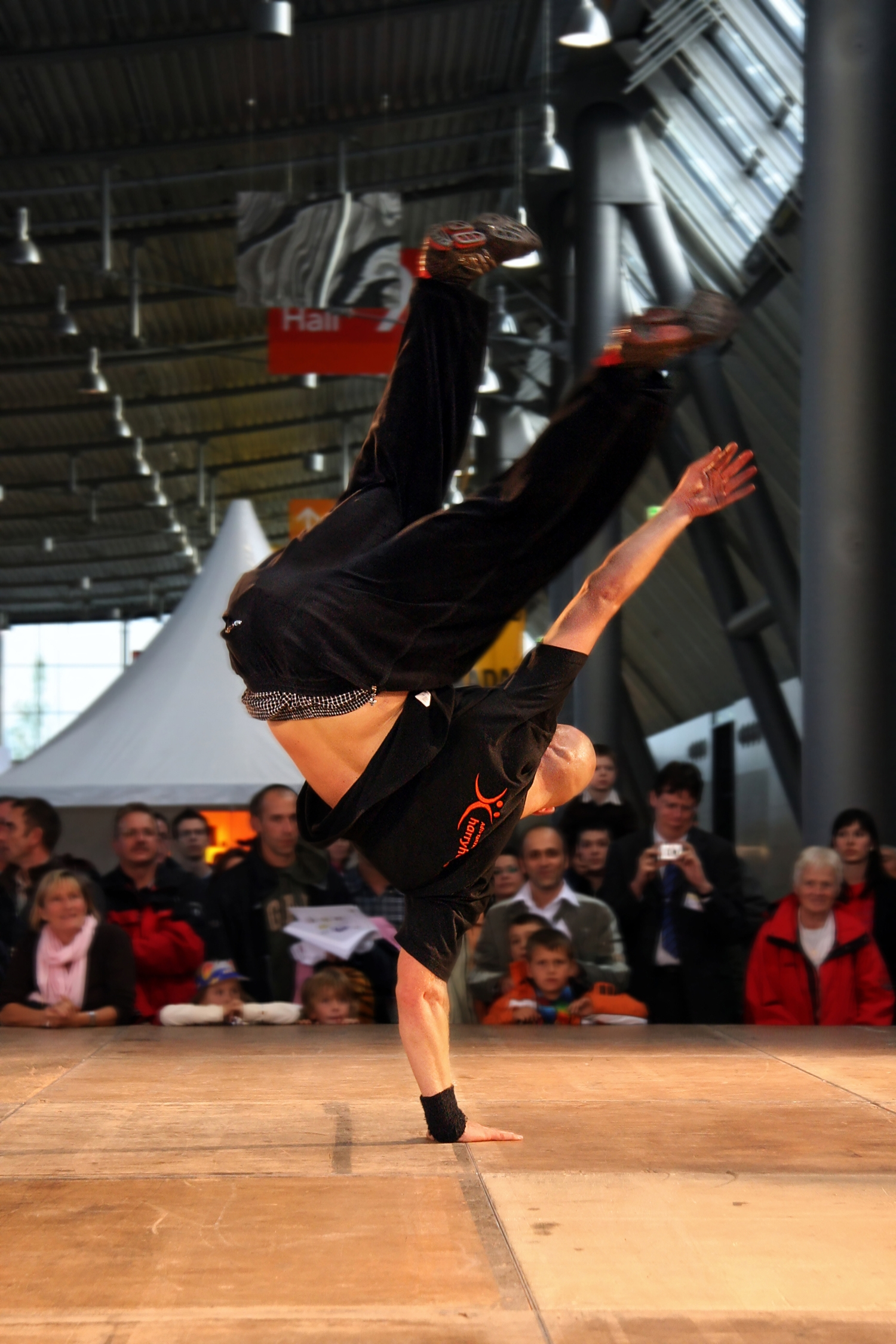
حرکت های تکنو

حرکت‌های تکنو (به انگلیسی: techno dance)، در تکنو حرکت‌های مختلفی وجود دارد که بعضی از آن‌ها نیازمند قدرت‌های بدن است که به اصطلاح حرکت‌های پاور (Power) گفته می‌شود و برخی نیاز مند سرعت و مهارت است که به آن‌ها ریزه گفته می‌شود.همچنین در تکنو حرکت‌های توحین آمیزی وجود دارد که شخص یا تیم حریف به تمسخر گرفته و تحقیر شود که به آن فاک(Fuck) گفته می‌شود.
پاور
حرکت های پاور به مراتب از حرکت های ریزه سخت تر است اما جالب آنجاست که حرکت های ریزه امتیاز های بیشتری در مسابقات دارد
معروف‌ترین حرکت‌های پاور عبارتند از:
سویپ، اِگرول،  توماس، هِداسپین، مته، نایتی، دو هزار، سه هزار، اِیر ترَک، مَستِر، عقربی، تِرَک، هَند اِسپین، جامپ، سکه، حرکت‌های هوایی و...
ریزه
ریزه در مسابقات بسیار مهم است و مهم ترین قسمت آن استایل شخص است که باید به گونه ای باشد که امتیاز کامل را بگیرد.تعداد حرکات ریزه بسیار زیاد است و هر روز یک حرکت جدید اضاف میشود که معروف ترین آنها عبارتند از:
ساعتی، اِیرچِیر، سایچِیر، هالوبَک، شمع، اِدی، یو، ایکس و... که همهٔ این‌ها با یکدیگر ترکیب می‌شون و یک حرکت جدید را به وجود می آورند